# Ricardo Valderrama Fernández
Ricardo Valderrama Fernández (* 3. April 1945 in San Jerónimo, Provinz Cusco, Region Cusco; † 30. August 2020 in Cusco) war ein peruanischer Anthropologe, Übersetzer, Autor und Politiker. Mit seinen Veröffentlichungen umfangreicher Zeugnisse von Quechua-Bauern aus ihrem Leben auf Süd-Quechua trug er entscheidend zur Quechua-Literatur bei. Vor seinem Tod durch COVID-19 war er mehrere Monate Bürgermeister von Cusco.

## Leben
Ricardo Valderrama wurde 1945 in San Jerónimo als Sohn von Bonifacia Fernandez und Roberto Valderrama in eine mittelständische Familie geboren. Sein Vater war Techniker in einem Wasserkraftwerk und arbeitete später am Schalter einer Bank. Obwohl seine Eltern beide aus quechuasprachigen Familien stammten, lernte Ricardo die Sprache erst von seiner Großmutter. Nach Angaben seiner späteren Frau Carmen Escalante sprach er das Quechua besser als seine acht Geschwister.
Ricardo Valderrama Fernández studierte in den 1970er Jahren Anthropologie an der Universidad Nacional de San Antonio Abad del Cusco (UNSAAC) in Cusco, wo er 1976 die Lizenziatur erlangte. Ab 1990 hatte er den Lehrstuhl für Anthropologie an der UNSAAC inne.
Ricardo Valderrama Fernández heiratete die Anthropologin Carmen Escalante Gutiérrez, die wie er aus San Jerónimo stammte. Ein Großteil seiner und ihrer Publikationen wurden von beiden zusammen erarbeitet und veröffentlicht. Die beiden bekanntesten Werke waren Veröffentlichungen der Zeugnisse von Quechua-Bauern aus ihrem Leben, die zunächst im Quechua-Original mit spanischer Übersetzung erschienen und später als Klassiker der andinen Literatur in mindestens neun beziehungsweise mehr als 15 Sprachen übersetzt wurden. Hierfür erhielten Escalante und Valderrama das Guggenheim-Forschungsstipendium. An manchen europäischen und nordamerikanischen Universitäten sind sie Pflichtlektüre für das Studium der Andenkultur.
Ricardo Valderrama hatte Sympathien für den APRA-Gründer Víctor Raúl Haya de la Torre. Seine politische Karriere begann er mit seiner Teilnahme an den Gemeinderatswahlen in Cusco 2006 als Kandidat für einen Ratssitz im Distrikt San Jerónimo für die Partei Somos Perú. Obwohl die Partei wenig Erfolg hatte, errang er einen Sitz im Distrikt-Gemeinderat für die Periode von 2007 bis 2010. Bei den Gemeinderatswahlen in Cusco 2018 trat er als Kandidat für den Provinz-Gemeinderat der Provinz Cusco für die Liste Movimiento Regional Tawantinsuyo an, deren Kandidat für das Provinz-Bürgermeisteramt Víctor Boluarte Medina war. Die Tawantinsuyu-Bewegung gewann, und so wurde Valderrama als erster auf der Liste für den Gemeinderat stellvertretender Bürgermeister Cuscos.
Am 13. Dezember 2019 erklärte die Nationale Wahlkommission (Jurado Nacional de Elecciones, JNE) einen Antrag auf Absetzung der Bürgermeisters Boluarte, wegen einer Verurteilung wegen Betrugs, als er zwischen 2008 und 2009 noch Dekan der Rechtsanwaltskammer Cuscos (Colegio de Abogados del Cusco) war. In der Folge übernahm Valderrama am 17. Dezember 2019 das Amt des Provinz-Bürgermeisters.
Am 24. Juli 2020 gab die Provinzialgemeinde von Cusco bekannt, dass Valderrama positiv auf COVID-19 getestet worden war. Deswegen wurde er beurlaubt, und die Gemeinderätin Romi Infantas Soto übernahm die Amtsgeschäfte. Fünf Tage später wurde er auf die Intensivstation des Hospital Nacional Adolfo Guevara del Cusco gebracht, wo er am 30. August 2020 im Alter von 75 Jahren an Corona starb.

## Familie
Aus der Ehe mit Carmen Escalante Gutiérrez, die er bereits seit seiner Kindheit kannte, gingen drei Kinder hervor: Gonzalo, Julian und Carmen Valderrama Escalante. Zum Zeitpunkt seines Todes hatte er fünf Enkelkinder.

## Werke
- Ricardo Valderrama Fernández, Ricardo Valderrama Fernández: Gregorio Condori Mamani, una biografía. Centro de Estudios Rurales Andinos "Bartolomé de las Casas", Cusco 1977 (Zeugnisse von Gregorio Condori Mamani und seiner Gattin Asunta Quispe Huamán über ihr Leben).
- Ricardo Valderrama Fernández, Ricardo Valderrama Fernández: Nosotros los humanos – Ñuqanchik runakuna – Testimonio de los quechuas del siglo XX. Centro de Estudios Regionales Andinos "Bartolomé de Las Casas", Cusco 1992.
- Ricardo Valderrama Fernández, Ricardo Valderrama Fernández: La doncella sacrificada. Mitos del Valle del Colca. Universidad Nacional de San Agustín, Instituto Francés de Estudios Andinos, Arequipa/Lima 1997.